# Ferrari F1 640
Ferrari F1 640 je Ferrarijev dirkalnik formule 1, ki je bil v uporabi v sezoni 1989, ko sta z njim dirkala Nigel Mansell in Gerhard Berger.
Dirkalnik je dizajniral John Barnard, za katerega je bil to prvi Ferrarijev dirkalnik. F1 640 ima oster nos, ozko školjko in izbočene stranske zračnike, ki naj bi skrbeli za hlajenje dirkalnika ob maksimalni aerodinamični učinkovitosti. Dirkalnik je poganjal 3,5 litrski motor V12, ki je imel največjo moč 660 KM, kar je bilo kar dobro glede na to, da je bil to prvi atmosferski motor po približno desetletnem obdobju turbo motorjev v F1. Še več pozornosti pa je bil deležen menjalnik, saj je bil prvi polavtomatski v zgodovini Formule 1. V svoji prvi sezoni se je sicer izkazal kot nezanesljiv in je bil kriv za marsikateri odstop, toda v devetdesetih je postal tak menjalnik standard za vsa moštva.
Kljub začetnim pomislekom glede zanesljivosti je Nigel Mansell zmagal že na prvi dirki za Veliko nagrado Brazilije. Toda poleg treh zmag in še petih uvrstitev na stopničke, sta dirkača na vseh ostalih dirkah zabeležila odstop. Teh je bilo kar dvajset, od tega Berger dvanajstkrat. Karbonska šasija se je izkazala za zelo trdno in je zaslužna, da se Berger ni huje poškodoval v nesreči pri veliki hitrosti na Veliki nagradi San Marina.
Mansell je sezono končal na četrtem mestu v dirkaškem prvenstvu s 38 točkami, Berger na sedmem z 21 točkami, Ferrari pa na tretjem mestu v konstruktorskem prvenstvu z 59 točkami, tremi zmagami in štirimi najhitrejšimi krogi.

## Popolni rezultati Formule 1
(legenda) (Odebeljene dirke pomenijo najboljši štartni položaj)
| Leto | Moštvo  | Motor           | Gume | Dirkača        | 1   | 2   | 3   | 4   | 5   | 6   | 7   | 8   | 9   | 10  | 11  | 12  | 13  | 14  | 15  | 16  | Toč | Prv. |
| ---- | ------- | --------------- | ---- | -------------- | --- | --- | --- | --- | --- | --- | --- | --- | --- | --- | --- | --- | --- | --- | --- | --- | --- | ---- |
| 1989 | Ferrari | Ferrari 640 V12 | G    |                | BRA | SMR | MON | MEH | ZDA | KAN | FRA | VB  | NEM | MAD | BEL | ITA | POR | ŠPA | JAP | AVS | 59  | 3.   |
| 1989 | Ferrari | Ferrari 640 V12 | G    | Nigel Mansell  | 1   | Ret | Ret | Ret | Ret | DSQ | 2   | 2   | 3   | 1   | 3   | Ret | Ret | DNS | Ret | Ret | 59  | 3.   |
| 1989 | Ferrari | Ferrari 640 V12 | G    | Gerhard Berger | Ret | Ret | DNS | Ret | Ret | Ret | Ret | Ret | Ret | Ret | Ret | 2   | 1   | 2   | Ret | Ret | 59  | 3.   |